# Amyloliza
Amyloliza – proces rozkładu skrobi na prostsze cukry rozpuszczalne w wodzie w wyniku działania enzymów lub kwasów. Enzymami zaangażowanymi w ten proces są amylazy. Amyloliza zachodzi np. podczas trawienia skrobi po jej spożyciu. Jest wykorzystywana do produkcji alkoholu ze zbóż (podczas etapu słodowania).